# Arxiu Jano
L'Arxiu Jano o també anomenat Control Integral Central (CIC), és un suposat compendi de fitxes on figurarien tot de noms de persones influents de la política, justícia, diplomàcia, empresariat i altres sectors de l'Estat espanyol, amb una anàlisi minuciosa de les seves dades personals, localitzacions i vulnerabilitats elaborat pels serveis d'intel·ligència espanyols, tal com afirmà l'excomissari José Manuel Villarejo en una carta oberta al president Pedro Sánchez. El mateix excomissari Villarejo afirmà tenir-lo en el seu poder, però oficialment no s'ha reconegut la seva existència i tan sols es parla d'una llista de personalitats rellevants localitzables en cas de crisi o catàstrofe, però en cap cas s'inclouen "draps bruts".
Manuel Villarejo en una carta pública parlà d'"un milió de fitxes individuals amb dades personals i privades de vicis i virtuts de les personalitats més importants". I d'acord amb ell el Servei Central de Documentació (SECED), creat en el Franquisme el 1972, inicià una tasca de recopilació de dades d'autoritats, amb els noms, càrrecs, direccions, taques en la seva trajectòria professional o personal, amb el qual es podria "tòrcer les seves voluntats". En un principi la tasca era d'individus concrets, però acabà sent una feina massificada amb milions de fitxes. Aquestes fitxes són sotmeses a actualització permanent i servirien per a diversos usos, des d’acumular línies d'investigacions en marxa que puguin afectar interessos estatals fins a detallar els "vicis" de la judicatura.
El nom de "Jano" per aquest arxiu, es deuria al mes en què s'incorporaren aquestes fitxes que fou el mes de gener, i, per tant, el mes de Jano. Una altra versió sosté que "Jano" s'hauria agafat pel déu de la mitologia grega, el qual és el guardià de les portes i representa sempre un ésser bifront amb una cara davant i l'altra darrere per poder veure en totes direccions i no perdre cap detall de què el rodeja. L'estructura de l'arxiu conté també subarxius amb noms concrets com "control de Togues" aquest referit a les fitxes dirigides al món judicial. "Control de Togues" no es referiria només a un subarxiu i existiria un departament sencer al Centre Nacional d'Intel·ligència dedicat a controlar jutges i fiscals.
El 1977 amb la caiguda del Franquisme, es renoven les estructures estatals, i el Servei Central de Documentació deixa de mantenir-se amb la creació del Centre Superior d'Informació de la Defensa (CESID), heretant aquests els arxius i mantenint-los ocults, mentre seguiren ampliant les fitxes. I seguiria amb el pas del CESID al Centre Nacional d'Intel·ligència (CNI).
Se sospita que Joan Carles I entregà una còpia de l'"arxiu Jano" a l'empresària d'origen danès Corinna zu Sayn-Wittgenstein, per tal que aquesta el pogués utilitzar en cas de veure perillar la seva vida.